# Zoológico salvaje de Saint-Félicien
El Zoológico salvaje de Saint-Félicien (en francés: Zoo sauvage de Saint-Félicien) es uno de los zoológicos más grandes de la provincia de Quebec al este de Canadá. Situado en Saint-Félicien, el Zoológico se dedica a la conservación de la fauna del clima boreal y es administrado por el Centro para la Conservación de la Biodiversidad Boreal inc.
El Zoológico de Saint-Félicien es un miembro acreditado de la Asociación Canadiense de Parques Zoológicos y Acuarios (CAZA). El zoológico fue fundado en 1960 por iniciativa de Ghislain Gagnon y otras seis personas que lo abrieron en una granja abandonada.